# Jacquemontia caudata
Jacquemontia caudata är en vindeväxtart som beskrevs av Helwig. Jacquemontia caudata ingår i släktet Jacquemontia och familjen vindeväxter. Inga underarter finns listade i Catalogue of Life.